# Ernest Gondzik
Ernest Zygfryd Gondzik (* 25. Februar 1931 in Mysłowice; † 13. August 2021 in Dortmund) war ein polnischer Ringer.

## Biografie
Ernest Gondzik, von Beruf Mechaniker, begann 1947 mit dem Ringen und gewann bereits 1951 seinen ersten Meistertitel im Federgewicht. Durch diesen Erfolg wurde er für die Olympischen Sommerspiele 1952 in Helsinki nominiert. Dort trat Gondzik in der Federgewichtsklasse des Griechisch-römischen Stils an, gewann seinen ersten Kampf gegen Bela Torma aus Jugoslawien mit 2:1. In den zwei folgenden Kämpfen unterlag er jedoch dem Rumänen Francisc Horvath und dem Ungarn Imre Polyák, weshalb er aus dem Turnier ausschied.
Anschließend wechselte er in die Leichtgewichtsklasse und gewann von 1954 bis 1960 sieben polnische Meistertitel in Folge. Bei den Olympischen Spielen 1960 in Rom ging er dann erneut an den Start. In der Federgewichtsklasse des Griechisch-römischen Stils belegte er im Gesamtklassement den fünften Platz. Nach den Spielen beendete er seine aktive Karriere und war fortan als Trainer des RKS Siła Mysłowice tätig.
1976 wurde Gondzik mit dem Orden Polonia Restituta ausgezeichnet.